# Torneo Clausura 2017 de Segunda División de Costa Rica
El Torneo de Clausura 2017 fue la edición 81.° del torneo de liga de la Segunda División del fútbol costarricense.

## Sistema de competición
El torneo de la Liga de Ascenso está conformado en dos partes:
- Fase de clasificación: Se integra por las 15 jornadas de cada grupo.
- Fase final: Se integra por los partidos de cuartos de final, semifinal y final.

### Fase de clasificación
En la fase de clasificación se observará el sistema de puntos. La ubicación en la tabla general está sujeta a lo siguiente:
- Por juego ganado se obtendrán tres puntos.
- Por juego empatado se obtendrá un punto.
- Por juego perdido no se otorgan puntos.

En esta fase participan los 18 clubes de la Liga de Ascenso, los cuales son divididos en tres grupos. A diferencia de la temporada anterior, las jornadas se disputarán únicamente entre los equipos de cada grupo, por lo que no podrán enfrentarse todos contra todos, para agilizar los costos de los itinerarios y reducir las largas distancias entre las provincias.
El orden de los clubes al final de la fase de calificación del torneo corresponderá a la suma de los puntos obtenidos por cada uno de ellos y se presentará en forma descendente. Si al finalizar las 15 jornadas del torneo, dos o más clubes estuviesen empatados en puntos, su posición en la tabla general será determinada atendiendo a los siguientes criterios de desempate:
1. Mayor diferencia positiva general de goles. Este resultado se obtiene mediante la sumatoria de los goles anotados a todos los rivales, en cada campeonato menos los goles recibidos de estos.
2. Mayor cantidad de goles a favor, anotados a todos los rivales dentro de la misma competencia.
3. Mejor puntuación particular que hayan conseguido en las confrontaciones particulares entre ellos mismos.
4. Mayor diferencia positiva particular de goles, la cual se obtiene sumando los goles de los equipos empatados y restándole los goles recibidos.
5. Mayor cantidad de goles a favor que hayan conseguido en las confrontaciones entre ellos mismos.
6. Como última alternativa, el comité de competición realizaría un sorteo para el desempate.

### Fase final
Al término de la primera fase, los dos equipos mejores ubicados de cada grupo clasifican directamente a los cuartos de final, mientras que otros dos que hayan quedado como mejores terceros también avanzan a la ronda eliminatoria. El orden las etapas es el siguiente:
- Cuartos de final
- Semifinales
- Final

En esta etapa, los equipos clasificados se ubican en la tabla general para conocer su posición, desde el primero hasta el octavo. Los partidos de cuartos de final se jugarán de la siguiente manera:
Los encuentros de las semifinales se disputarán de esta forma:
Disputarán el título de Campeón del Torneo de Clausura, los dos clubes vencedores de la fase semifinal correspondiente, reubicándolos del uno al dos, de acuerdo a su mejor posición en la tabla general de clasificación al término de la jornada 15 de la competencia. Además, el conjunto vencedor garantiza un puesto en la final nacional por el ascenso.

## Arbitraje
A continuación se mencionarán los árbitros que estarán presentes en el torneo:
| - Medardo Quesada - Steven Madrigal - Geiner Zúñiga - Rigo Prendas - Jimmy Torres - Jeffrey Solís - Yordan Méndez | - Benjamín Pineda - Diego Cantillo - Félix Quesada - Christian Hernández - David Gómez - Hugo Cruz - Danny Lobo |

### Uniformes
| Uniforme Arbitral Negro | Uniforme Arbitral Amarillo | Uniforme Arbitral Naranja | Uniforme Arbitral Rosa | Uniforme Arbitral Blanco |

## Información de los equipos
| Equipo                                                                    | Entrenador           | Estadio                          | Ciudad                        | Transmisión |
| ------------------------------------------------------------------------- | -------------------- | -------------------------------- | ----------------------------- | ----------- |
| AS Puma                                                                   | Édgar Carvajal       | Polideportivo de Pérez Zeledón   | Pérez Zeledón, San José       |             |
| Aserrí                                                                    | Bandera de ?         | Polideportivo de Aserrí          | Aserrí, San José              |             |
| Barrio México                                                             | Bandera de ?         | Ernesto Rohrmoser                | Pavas, San José               |             |
| Cariari                                                                   | Bandera de ?         | Comunal de Cariari               | Pococí, Limón                 |             |
| \| Municipal San Ramón                                                    | Bandera de ?         | Guillermo Vargas                 | San Ramón, Alajuela           |             |
| Curridabat FC                                                             | Bandera de ?         | "Lito" Monge                     | Curridabat, San José          |             |
| Guanacasteca                                                              | Bandera de ?         | Chorotega                        | Nicoya, Guanacaste            |             |
| Jacó Rays                                                                 | Bandera de ?         | Municipal de Garabito            | Garabito, Puntarenas          |             |
| Jicaral Sercoba                                                           | Ronald Mora          | Cancha Asociación Cívica Jicaral | Jicaral, Guanacaste           |             |
| Juventud Escazuceña                                                       | Bandera de ?         | Nicolás Masís                    | Escazú, San José              |             |
| Municipal Coto Brus                                                       | Bandera de ?         | Hamilton Villalobos              | Coto Brus, Puntarenas         |             |
| Municipal Grecia                                                          | Walter Centeno       | Allen Riggioni                   | Grecia, Alajuela              |             |
| Archivo:600px Bisection vertical White HEX-FF0000.svg Municipal Turrialba | Hugo Viegas          | Rafael Ángel Camacho             | Turrialba, Cartago            |             |
| Palmares                                                                  | Bandera de ?         | "Palmareño" Solís                | Palmares, Alajuela            |             |
| Puntarenas                                                                | Bandera de ?         | "Lito" Pérez                     | Puntarenas                    |             |
| Santa Rosa                                                                | Bandera de ?         | Cancha de Santa Rosa             | Santa Cruz, Guanacaste        |             |
| Sporting San José                                                         | Randall Row          | Ernesto Rohrmoser                | Pavas, San José               |             |
| Uruguay de Coronado                                                       | Manuel Gerardo Ureña | El Labrador                      | Vázquez de Coronado, San José |             |

## Tabla de posiciones

### Grupo A
|    | Equipos                   |  | PJ | PG | PE | PP | GF | GC | Dif. | Pts. |
| -- | ------------------------- |  | -- | -- | -- | -- | -- | -- | ---- | ---- |
| 1. | Jicaral Sercoba           |  | 15 | 10 | 3  | 2  | 29 | 13 | +16  | 33   |
| 2. | A.D. COFUTPA              |  | 15 | 7  | 1  | 7  | 30 | 22 | 8    | 22   |
| 3. | A.D. Santa Rosa           |  | 15 | 7  | 1  | 7  | 26 | 32 | -6   | 22   |
| 4. | A.D. Guanacasteca         |  | 15 | 6  | 3  | 6  | 22 | 25 | -3   | 21   |
| 5. | Puntarenas F.C.           |  | 15 | 4  | 4  | 7  | 23 | 25 | -2   | 16   |
| 6. | A.D. Cartagena Guanacaste |  | 15 | 5  | 0  | 10 | 17 | 30 | -13  | 15   |

### Grupo B
|    | Equipos                                                                        |  | PJ | PG | PE | PP | GF | GC | Dif. | Pts. |
| -- | ------------------------------------------------------------------------------ |  | -- | -- | -- | -- | -- | -- | ---- | ---- |
| 1. | Archivo:600px Bisection vertical White HEX-FF0000.svg A.D. Municipal Turrialba |  | 15 | 8  | 4  | 3  | 26 | 14 | +12  | 28   |
| 2. | Aserrí F.C.                                                                    |  | 15 | 8  | 1  | 6  | 30 | 26 | +4   | 25   |
| 3. | Municipal Grecia                                                               |  | 15 | 7  | 3  | 5  | 31 | 23 | +8   | 24   |
| 4. | C.S. Uruguay de Coronado                                                       |  | 15 | 6  | 4  | 5  | 24 | 21 | +3   | 22   |
| 5. | A.D. Barrio México                                                             |  | 15 | 4  | 4  | 7  | 21 | 33 | -12  | 16   |
| 6. | A.D. Cariari Pococí                                                            |  | 15 | 3  | 2  | 10 | 16 | 31 | -15  | 11   |

### Grupo C
|    | Equipos                  |  | PJ | PG | PE | PP | GF | GC | Dif. | Pts. |
| -- | ------------------------ |  | -- | -- | -- | -- | -- | -- | ---- | ---- |
| 1. | AS Puma Generaleña       |  | 15 | 9  | 2  | 4  | 29 | 19 | +10  | 29   |
| 2. | A.D. Juventud Escazuceña |  | 15 | 8  | 3  | 4  | 38 | 16 | +22  | 27   |
| 3. | Sporting San José        |  | 15 | 7  | 5  | 3  | 25 | 18 | +7   | 26   |
| 4. | Curridabat F.C.          |  | 15 | 6  | 2  | 7  | 22 | 22 | 0    | 20   |
| 5. | Jacó Rays F.C.           |  | 15 | 3  | 3  | 9  | 13 | 32 | -19  | 12   |
| 6. | Municipal Coto Brus      |  | 15 | 3  | 3  | 9  | 19 | 39 | -20  | 12   |

| Simbología |
| --- |
| Pos – Posición; PJ – Partidos Jugados; PG - Partidos Ganados; PE - Partidos Empatados; PP - Partidos Perdidos; GF – Goles a Favor; GC – Goles en Contra; DIF – Diferencia de Goles; PTS - Puntos. |

|  | Clasificados directamente a los cuartos de final.      |
|  | Clasificado a los cuartos de final como mejor tercero. |
|  | Último lugar.                                          |

## Tabla general
|     | Equipos                                                                        |  | PJ | PG | PE | PP | GF | GC | Dif. | Pts. |
| --- | ------------------------------------------------------------------------------ |  | -- | -- | -- | -- | -- | -- | ---- | ---- |
| 1.  | Jicaral Sercoba                                                                |  | 30 | 19 | 7  | 4  | 57 | 21 | +36  | 61   |
| 2.  | Sporting San José                                                              |  | 30 | 15 | 10 | 5  | 46 | 25 | +21  | 55   |
| 3.  | Municipal Grecia                                                               |  | 30 | 17 | 5  | 8  | 72 | 41 | +31  | 53   |
| 4.  | AS Puma Generaleña                                                             |  | 30 | 16 | 5  | 9  | 56 | 38 | +18  | 53   |
| 5.  | A.D. Juventud Escazuceña                                                       |  | 30 | 15 | 7  | 8  | 55 | 27 | +28  | 52   |
| 6.  | C.S. Uruguay de Coronado                                                       |  | 30 | 12 | 8  | 10 | 52 | 41 | +11  | 44   |
| 7.  | Puntarenas F.C.                                                                |  | 30 | 12 | 8  | 10 | 47 | 37 | +10  | 44   |
| 8.  | Barrio México                                                                  |  | 30 | 12 | 8  | 10 | 42 | 50 | -8   | 44   |
| 9.  | Guanacasteca                                                                   |  | 30 | 11 | 10 | 9  | 39 | 40 | -1   | 43   |
| 10. | Archivo:600px Bisection vertical White HEX-FF0000.svg A.D. Municipal Turrialba |  | 30 | 12 | 7  | 11 | 43 | 46 | -3   | 43   |
| 11. | Cartagena                                                                      |  | 30 | 11 | 3  | 16 | 35 | 43 | -8   | 36   |
| 12. | Aserrí FC                                                                      |  | 30 | 10 | 4  | 16 | 49 | 63 | -14  | 34   |
| 13. | A.D. Santa Rosa                                                                |  | 30 | 10 | 4  | 16 | 42 | 65 | -23  | 34   |
| 14. | Jacó Rays FC                                                                   |  | 30 | 9  | 6  | 15 | 40 | 55 | -15  | 33   |
| 15. | Curridabat F.C.                                                                |  | 30 | 9  | 4  | 17 | 38 | 51 | -13  | 31   |
| 16. | Palmares                                                                       |  | 30 | 9  | 4  | 17 | 42 | 56 | -14  | 31   |
| 17. | A.D. Cariari Pococí                                                            |  | 30 | 9  | 4  | 17 | 47 | 64 | -17  | 31   |
| 18. | Municipal Coto Brus                                                            |  | 30 | 8  | 4  | 18 | 38 | 77 | -39  | 28   |

### Mejores terceros
Entre los equipos que finalicen en el tercer lugar de sus respectivos grupos, los dos mejores avanzarán a cuartos de final.
|    | Equipos           |  | PJ | PG | PE | PP | GF | GC | Dif. | Pts. |
| -- | ----------------- |  | -- | -- | -- | -- | -- | -- | ---- | ---- |
| 3. | Sporting San José |  | 15 | 7  | 5  | 3  | 25 | 18 | +7   | 26   |
| 3. | Municipal Grecia  |  | 15 | 7  | 3  | 5  | 31 | 23 | +8   | 24   |
| 3. | A.D. Santa Rosa   |  | 15 | 7  | 1  | 7  | 26 | 32 | -6   | 22   |

## Jornadas
- Los horarios son correspondientes al tiempo de Costa Rica (UTC-6).

### Grupo A
| A.D. Cartagena Guanacaste | 3 - 1 | A.D. Guanacasteca | Guillermo Vargas     | 14 de enero | 14:20 |  |
| Puntarenas F.C.           | 0 - 0 | A.D.R. Jicaral    | Estadio Chorotega    | 15 de enero | 11:00 |  |
| A.D. Santa Rosa           | 0 - 4 | A.D. COFUTPA      | Cancha de Santa Rosa | 15 de enero | 12:00 |  |
| Total de goles: 8         |       |                   |                      |             |       |  |

| A.D.R. Jicaral    | 2 - 0 | A.D. Cartagena Guanacaste | Cancha Asociación Cívica Jicaral | 22 de enero | 11:15 |  |
| A.D. Guanacasteca | 0 - 3 | A.D. Santa Rosa           | Chorotega                        | 22 de enero | 11:30 |  |
| A.D. COFUTPA      | 0 - 1 | Puntarenas F.C.           | "Palmareño" Solís                | 22 de enero | 11:00 |  |
| Total de goles: 6 |       |                           |                                  |             |       |  |

| A.D. Cartagena Guanacaste |  | A.D. COFUTPA    | Guillermo Vargas     | 25 de enero | --:-- |  |
| A.D. Guanacasteca         |  | A.D.R. Jicaral  | Chorotega            | 25 de enero | --:-- |  |
| A.D. Santa Rosa           |  | Puntarenas F.C. | Cancha de Santa Rosa | 25 de enero | --:-- |  |
| Total de goles:           |  |                 |                      |             |       |  |

| Puntarenas F.C. |  | A.D. Cartagena Guanacaste | "Lito" Pérez         | 29 de enero | --:-- |  |
| A.D. Santa Rosa |  | A.D.R. Jicaral            | Cancha de Santa Rosa | 29 de enero | --:-- |  |
| A.D. COFUTPA    |  | A.D. Guanacasteca         | "Palmareño" Solís    | 29 de enero | --:-- |  |
| Total de goles: |  |                           |                      |             |       |  |

| A.D.R. Jicaral            |  | A.D. COFUTPA    | Cancha Asociación Cívica Jicaral | 1 de febrero | --:-- |  |
| A.D. Cartagena Guanacaste |  | A.D. Santa Rosa | Guillermo Vargas                 | 1 de febrero | --:-- |  |
| A.D. Guanacasteca         |  | Puntarenas F.C. | Chorotega                        | 1 de febrero | --:-- |  |
| Total de goles:           |  |                 |                                  |              |       |  |

| A.D. COFUTPA      |  | A.D. Santa Rosa           | "Palmareño" Solís                | 5 de febrero | --:-- |  |
| A.D.R. Jicaral    |  | Puntarenas F.C.           | Cancha Asociación Cívica Jicaral | 5 de febrero | --:-- |  |
| A.D. Guanacasteca |  | A.D. Cartagena Guanacaste | Chorotega                        | 5 de febrero | --:-- |  |
| Total de goles:   |  |                           |                                  |              |       |  |

| A.D. Cartagena Guanacaste |  | A.D.R. Jicaral    | Guillermo Vargas     | 8 de febrero | --:-- |  |
| A.D. Santa Rosa           |  | A.D. Guanacasteca | Cancha de Santa Rosa | 8 de febrero | --:-- |  |
| Puntarenas F.C.           |  | A.D. COFUTPA      | "Lito" Pérez         | 8 de febrero | --:-- |  |
| Total de goles:           |  |                   |                      |              |       |  |

| A.D. COFUTPA    |  | A.D. Cartagena Guanacaste | "Palmareño" Solís                | 12 de febrero | --:-- |  |
| A.D.R. Jicaral  |  | A.D. Guanacasteca         | Cancha Asociación Cívica Jicaral | 12 de febrero | --:-- |  |
| Puntarenas F.C. |  | A.D. Santa Rosa           | "Lito" Pérez                     | 12 de febrero | --:-- |  |
| Total de goles: |  |                           |                                  |               |       |  |

| A.D. Cartagena Guanacaste |  | Puntarenas F.C. | Guillermo Vargas                 | 19 de febrero | --:-- |  |
| A.D.R. Jicaral            |  | A.D. Santa Rosa | Cancha Asociación Cívica Jicaral | 19 de febrero | --:-- |  |
| A.D. Guanacasteca         |  | A.D. COFUTPA    | Chorotega                        | 19 de febrero | --:-- |  |
| Total de goles:           |  |                 |                                  |               |       |  |

| A.D. COFUTPA    |  | A.D.R. Jicaral            | "Palmareño" Solís    | 26 de febrero | --:-- |  |
| A.D. Santa Rosa |  | A.D. Cartagena Guanacaste | Cancha de Santa Rosa | 26 de febrero | --:-- |  |
| Puntarenas F.C. |  | A.D. Guanacasteca         | "Lito" Pérez         | 26 de febrero | --:-- |  |
| Total de goles: |  |                           |                      |               |       |  |

| A.D. Santa Rosa           |  | A.D. COFUTPA      | Cancha de Santa Rosa | 5 de marzo | --:-- |  |
| Puntarenas F.C.           |  | A.D.R. Jicaral    | "Lito" Pérez         | 5 de marzo | --:-- |  |
| A.D. Cartagena Guanacaste |  | A.D. Guanacasteca | Guillermo Vargas     | 5 de marzo | --:-- |  |
| Total de goles:           |  |                   |                      |            |       |  |

| A.D.R. Jicaral    |  | A.D. Cartagena Guanacaste | Cancha Asociación Cívica Jicaral | 12 de marzo | --:-- |  |
| A.D. Guanacasteca |  | A.D. Santa Rosa           | Chorotega                        | 12 de marzo | --:-- |  |
| A.D. COFUTPA      |  | Puntarenas F.C.           | "Palmareño" Solís                | 12 de marzo | --:-- |  |
| Total de goles:   |  |                           |                                  |             |       |  |

| A.D. Cartagena Guanacaste |  | A.D. COFUTPA    | Guillermo Vargas     | 19 de marzo | --:-- |  |
| A.D. Guanacasteca         |  | A.D.R. Jicaral  | Chorotega            | 19 de marzo | --:-- |  |
| A.D. Santa Rosa           |  | Puntarenas F.C. | Cancha de Santa Rosa | 19 de marzo | --:-- |  |
| Total de goles:           |  |                 |                      |             |       |  |

| Puntarenas F.C. |  | A.D. Cartagena Guanacaste | "Lito" Pérez         | 26 de marzo | --:-- |  |
| A.D. Santa Rosa |  | A.D.R. Jicaral            | Cancha de Santa Rosa | 26 de marzo | --:-- |  |
| A.D. COFUTPA    |  | A.D. Guanacasteca         | "Palmareño" Solís    | 26 de marzo | --:-- |  |
| Total de goles: |  |                           |                      |             |       |  |

| A.D.R. Jicaral            |  | A.D. COFUTPA    | Cancha Asociación Cívica Jicaral | 2 de abril | --:-- |  |
| A.D. Cartagena Guanacaste |  | A.D. Santa Rosa | Guillermo Vargas                 | 2 de abril | --:-- |  |
| A.D. Guanacasteca         |  | Puntarenas F.C. | Chorotega                        | 2 de abril | --:-- |  |
| Total de goles:           |  |                 |                                  |            |       |  |

### Grupo B
| A.D. Barrio México  | 0 - 0 | Archivo:600px Bisection vertical White HEX-FF0000.svg A.D. Municipal Turrialba | Ernesto Rohrmoser | 14 de enero | 15:00 |  |
| Municipal Grecia    | 2 - 1 | Aserrí F.C.                                                                    | Allen Riggioni    | 15 de enero | 11:00 |  |
| A.D. Cariari Pococí | 1 - 3 | C.S. Uruguay de Coronado                                                       | Comunal           | 15 de enero | 14:00 |  |
| Total de goles: 7   |       |                                                                                |                   |             |       |  |

| Archivo:600px Bisection vertical White HEX-FF0000.svg A.D. Municipal Turrialba |  | Municipal Grecia    | Rafael Ángel Camacho    | 22 de enero | --:-- |  |
| Aserrí F.C.                                                                    |  | A.D. Cariari Pococí | Polideportivo de Aserrí | 22 de enero | --:-- |  |
| C.S. Uruguay de Coronado                                                       |  | A.D. Barrio México  | El Labrador             | 22 de enero | --:-- |  |
| Total de goles:                                                                |  |                     |                         |             |       |  |

| Municipal Grecia    |  | C.S. Uruguay de Coronado                                                       | Allen Riggioni          | 25 de enero | --:-- |  |
| Aserrí F.C.         |  | Archivo:600px Bisection vertical White HEX-FF0000.svg A.D. Municipal Turrialba | Polideportivo de Aserrí | 25 de enero | --:-- |  |
| A.D. Cariari Pococí |  | A.D. Barrio México                                                             | Comunal                 | 25 de enero | --:-- |  |
| Total de goles:     |  |                                                                                |                         |             |       |  |

| A.D. Barrio México       |  | Municipal Grecia                                                               | Ernesto Rohrmoser | 29 de enero | --:-- |  |
| A.D. Cariari Pococí      |  | Archivo:600px Bisection vertical White HEX-FF0000.svg A.D. Municipal Turrialba | Comunal           | 29 de enero | --:-- |  |
| C.S. Uruguay de Coronado |  | Aserrí F.C.                                                                    | El Labrador       | 29 de enero | --:-- |  |
| Total de goles:          |  |                                                                                |                   |             |       |  |

| Archivo:600px Bisection vertical White HEX-FF0000.svg A.D. Municipal Turrialba |  | C.S. Uruguay de Coronado | Rafael Ángel Camacho    | 1 de febrero | --:-- |  |
| Municipal Grecia                                                               |  | A.D. Cariari Pococí      | Allen Riggioni          | 1 de febrero | --:-- |  |
| Aserrí F.C.                                                                    |  | A.D. Barrio México       | Polideportivo de Aserrí | 1 de febrero | --:-- |  |
| Total de goles:                                                                |  |                          |                         |              |       |  |

| C.S. Uruguay de Coronado                                                       |  | A.D. Cariari Pococí | El Labrador             | 5 de febrero | --:-- |  |
| Archivo:600px Bisection vertical White HEX-FF0000.svg A.D. Municipal Turrialba |  | A.D. Barrio México  | Rafael Ángel Camacho    | 5 de febrero | --:-- |  |
| Aserrí F.C.                                                                    |  | Municipal Grecia    | Polideportivo de Aserrí | 5 de febrero | --:-- |  |
| Total de goles:                                                                |  |                     |                         |              |       |  |

| Municipal Grecia    |  | Archivo:600px Bisection vertical White HEX-FF0000.svg A.D. Municipal Turrialba | Allen Riggioni    | 8 de febrero | --:-- |  |
| A.D. Cariari Pococí |  | Aserrí F.C.                                                                    | Comunal           | 8 de febrero | --:-- |  |
| A.D. Barrio México  |  | C.S. Uruguay de Coronado                                                       | Ernesto Rohrmoser | 8 de febrero | --:-- |  |
| Total de goles:     |  |                                                                                |                   |              |       |  |

| C.S. Uruguay de Coronado                                                       |  | Municipal Grecia    | El Labrador          | 12 de febrero | --:-- |  |
| Archivo:600px Bisection vertical White HEX-FF0000.svg A.D. Municipal Turrialba |  | Aserrí F.C.         | Rafael Ángel Camacho | 12 de febrero | --:-- |  |
| A.D. Barrio México                                                             |  | A.D. Cariari Pococí | Ernesto Rohrmoser    | 12 de febrero | --:-- |  |
| Total de goles:                                                                |  |                     |                      |               |       |  |

| Municipal Grecia                                                               |  | A.D. Barrio México       | Allen Riggioni          | 19 de febrero | --:-- |  |
| Archivo:600px Bisection vertical White HEX-FF0000.svg A.D. Municipal Turrialba |  | A.D. Cariari Pococí      | Rafael Ángel Camacho    | 19 de febrero | --:-- |  |
| Aserrí F.C.                                                                    |  | C.S. Uruguay de Coronado | Polideportivo de Aserrí | 19 de febrero | --:-- |  |
| Total de goles:                                                                |  |                          |                         |               |       |  |

| C.S. Uruguay de Coronado |  | Archivo:600px Bisection vertical White HEX-FF0000.svg A.D. Municipal Turrialba | El Labrador       | 26 de febrero | --:-- |  |
| A.D. Cariari Pococí      |  | Municipal Grecia                                                               | Comunal           | 26 de febrero | --:-- |  |
| A.D. Barrio México       |  | Aserrí F.C.                                                                    | Ernesto Rohrmoser | 26 de febrero | --:-- |  |
| Total de goles:          |  |                                                                                |                   |               |       |  |

| A.D. Cariari Pococí |  | C.S. Uruguay de Coronado                                                       | Comunal           | 5 de marzo | --:-- |  |
| A.D. Barrio México  |  | Archivo:600px Bisection vertical White HEX-FF0000.svg A.D. Municipal Turrialba | Ernesto Rohrmoser | 5 de marzo | --:-- |  |
| Municipal Grecia    |  | Aserrí F.C.                                                                    | Allen Riggioni    | 5 de marzo | --:-- |  |
| Total de goles:     |  |                                                                                |                   |            |       |  |

| Archivo:600px Bisection vertical White HEX-FF0000.svg A.D. Municipal Turrialba |  | Municipal Grecia    | Rafael Ángel Camacho    | 12 de marzo | --:-- |  |
| Aserrí F.C.                                                                    |  | A.D. Cariari Pococí | Polideportivo de Aserrí | 12 de marzo | --:-- |  |
| C.S. Uruguay de Coronado                                                       |  | A.D. Barrio México  | El Labrador             | 12 de marzo | --:-- |  |
| Total de goles:                                                                |  |                     |                         |             |       |  |

| Municipal Grecia    |  | C.S. Uruguay de Coronado                                                       | Allen Riggioni          | 19 de marzo | --:-- |  |
| Aserrí F.C.         |  | Archivo:600px Bisection vertical White HEX-FF0000.svg A.D. Municipal Turrialba | Polideportivo de Aserrí | 19 de marzo | --:-- |  |
| A.D. Cariari Pococí |  | A.D. Barrio México                                                             | Comunal                 | 19 de marzo | --:-- |  |
| Total de goles:     |  |                                                                                |                         |             |       |  |

| A.D. Barrio México       |  | Municipal Grecia                                                               | Ernesto Rohrmoser | 26 de marzo | --:-- |  |
| A.D. Cariari Pococí      |  | Archivo:600px Bisection vertical White HEX-FF0000.svg A.D. Municipal Turrialba | Comunal           | 26 de marzo | --:-- |  |
| C.S. Uruguay de Coronado |  | Aserrí F.C.                                                                    | El Labrador       | 26 de marzo | --:-- |  |
| Total de goles:          |  |                                                                                |                   |             |       |  |

| Archivo:600px Bisection vertical White HEX-FF0000.svg A.D. Municipal Turrialba |  | C.S. Uruguay de Coronado | Rafael Ángel Camacho    | 2 de abril | --:-- |  |
| Municipal Grecia                                                               |  | A.D. Cariari Pococí      | Allen Riggioni          | 2 de abril | --:-- |  |
| Aserrí F.C.                                                                    |  | A.D. Barrio México       | Polideportivo de Aserrí | 2 de abril | --:-- |  |
| Total de goles:                                                                |  |                          |                         |            |       |  |

### Grupo C
| AS Puma Generaleña | 3 - 2 | Municipal Coto Brus      | Polideportivo de Pérez Zeledón | 14 de enero | 14:00 |  |
| Curridabat F.C.    | 1 - 0 | A.D. Juventud Escazuceña | "Lito" Monge                   | 14 de enero | 20:00 |  |
| Jacó Rays F.C.     | 0 - 2 | Sporting San José        | Municipal de Garabito          | 15 de enero | 11:00 |  |
| Total de goles: 8  |       |                          |                                |             |       |  |

| Municipal Coto Brus      |  | Curridabat F.C.    | Hamilton Villalobos | 22 de enero | --:-- |  |
| A.D. Juventud Escazuceña |  | Jacó Rays F.C.     | Nicolás Masís       | 22 de enero | --:-- |  |
| Sporting San José        |  | AS Puma Generaleña | Ernesto Rohrmoser   | 22 de enero | --:-- |  |
| Total de goles:          |  |                    |                     |             |       |  |

| Curridabat F.C.          |  | Sporting San José   | "Lito" Monge          | 25 de enero | --:-- |  |
| A.D. Juventud Escazuceña |  | Municipal Coto Brus | Nicolás Masís         | 25 de enero | --:-- |  |
| Jacó Rays F.C.           |  | AS Puma Generaleña  | Municipal de Garabito | 25 de enero | --:-- |  |
| Total de goles:          |  |                     |                       |             |       |  |

| AS Puma Generaleña |  | Curridabat F.C.          | Polideportivo de Pérez Zeledón | 29 de enero | --:-- |  |
| Jacó Rays F.C.     |  | Municipal Coto Brus      | Municipal de Garabito          | 29 de enero | --:-- |  |
| Sporting San José  |  | A.D. Juventud Escazuceña | Ernesto Rohrmoser              | 29 de enero | --:-- |  |
| Total de goles:    |  |                          |                                |             |       |  |

| Municipal Coto Brus      |  | Sporting San José  | Hamilton Villalobos | 1 de febrero | --:-- |  |
| Curridabat F.C.          |  | Jacó Rays F.C.     | "Lito" Monge        | 1 de febrero | --:-- |  |
| A.D. Juventud Escazuceña |  | AS Puma Generaleña | Nicolás Masís       | 1 de febrero | --:-- |  |
| Total de goles:          |  |                    |                     |              |       |  |

| Sporting San José        |  | Jacó Rays F.C.     | Ernesto Rohrmoser   | 5 de febrero | --:-- |  |
| Municipal Coto Brus      |  | AS Puma Generaleña | Hamilton Villalobos | 5 de febrero | --:-- |  |
| A.D. Juventud Escazuceña |  | Curridabat F.C.    | Nicolás Masís       | 5 de febrero | --:-- |  |
| Total de goles:          |  |                    |                     |              |       |  |

| Curridabat F.C.    |  | Municipal Coto Brus      | "Lito" Monge                   | 8 de febrero | --:-- |  |
| Jacó Rays F.C.     |  | A.D. Juventud Escazuceña | Municipal de Garabito          | 8 de febrero | --:-- |  |
| AS Puma Generaleña |  | Sporting San José        | Polideportivo de Pérez Zeledón | 8 de febrero | --:-- |  |
| Total de goles:    |  |                          |                                |              |       |  |

| Sporting San José   |  | Curridabat F.C.          | Ernesto Rohrmoser              | 12 de febrero | --:-- |  |
| Municipal Coto Brus |  | A.D. Juventud Escazuceña | Hamilton Villalobos            | 12 de febrero | --:-- |  |
| AS Puma Generaleña  |  | Jacó Rays F.C.           | Polideportivo de Pérez Zeledón | 12 de febrero | --:-- |  |
| Total de goles:     |  |                          |                                |               |       |  |

| Curridabat F.C.          |  | AS Puma Generaleña | "Lito" Monge        | 19 de febrero | --:-- |  |
| Municipal Coto Brus      |  | Jacó Rays F.C.     | Hamilton Villalobos | 19 de febrero | --:-- |  |
| A.D. Juventud Escazuceña |  | Sporting San José  | Nicolás Masís       | 19 de febrero | --:-- |  |
| Total de goles:          |  |                    |                     |               |       |  |

| Sporting San José  |  | Municipal Coto Brus      | Ernesto Rohrmoser              | 26 de febrero | --:-- |  |
| Jacó Rays F.C.     |  | Curridabat F.C.          | Municipal de Garabito          | 26 de febrero | --:-- |  |
| AS Puma Generaleña |  | A.D. Juventud Escazuceña | Polideportivo de Pérez Zeledón | 26 de febrero | --:-- |  |
| Total de goles:    |  |                          |                                |               |       |  |

| Jacó Rays F.C.     |  | Sporting San José        | Ernesto Rohrmoser              | 5 de marzo | --:-- |  |
| AS Puma Generaleña |  | Municipal Coto Brus      | Polideportivo de Pérez Zeledón | 5 de marzo | --:-- |  |
| Curridabat F.C.    |  | A.D. Juventud Escazuceña | "Lito" Monge                   | 5 de marzo | --:-- |  |
| Total de goles:    |  |                          |                                |            |       |  |

| Municipal Coto Brus      |  | Curridabat F.C.    | Hamilton Villalobos | 12 de marzo | --:-- |  |
| A.D. Juventud Escazuceña |  | Jacó Rays F.C.     | Nicolás Masís       | 12 de marzo | --:-- |  |
| Sporting San José        |  | AS Puma Generaleña | Ernesto Rohrmoser   | 12 de marzo | --:-- |  |
| Total de goles:          |  |                    |                     |             |       |  |

| Curridabat F.C.          |  | Sporting San José   | "Lito" Monge          | 19 de marzo | --:-- |  |
| A.D. Juventud Escazuceña |  | Municipal Coto Brus | Nicolás Masís         | 19 de marzo | --:-- |  |
| Jacó Rays F.C.           |  | AS Puma Generaleña  | Municipal de Garabito | 19 de marzo | --:-- |  |
| Total de goles:          |  |                     |                       |             |       |  |

| AS Puma Generaleña |  | Curridabat F.C.          | Polideportivo de Pérez Zeledón | 26 de marzo | --:-- |  |
| Jacó Rays F.C.     |  | Municipal Coto Brus      | Municipal de Garabito          | 26 de marzo | --:-- |  |
| Sporting San José  |  | A.D. Juventud Escazuceña | Ernesto Rohrmoser              | 26 de marzo | --:-- |  |
| Total de goles:    |  |                          |                                |             |       |  |

| Municipal Coto Brus      |  | Sporting San José  | Hamilton Villalobos | 2 de abril | --:-- |  |
| Curridabat F.C.          |  | Jacó Rays F.C.     | "Lito" Monge        | 2 de abril | --:-- |  |
| A.D. Juventud Escazuceña |  | AS Puma Generaleña | Nicolás Masís       | 2 de abril | --:-- |  |
| Total de goles:          |  |                    |                     |            |       |  |

## Fase final
|  | Cuartos de final                                                               | Cuartos de final                          | Cuartos de final                          |       |                                                                                | Semifinales                            | Semifinales                            | Semifinales                            |  |  | Final                               | Final                               | Final                               |
|  | 8 y 9 de abril (ida) 16 de abril (vuelta)                                      | 8 y 9 de abril (ida) 16 de abril (vuelta) | 8 y 9 de abril (ida) 16 de abril (vuelta) |       |                                                                                | 23 de abril (ida) 30 de abril (vuelta) | 23 de abril (ida) 30 de abril (vuelta) | 23 de abril (ida) 30 de abril (vuelta) |  |  | 7 de mayo (ida) 14 de mayo (vuelta) | 7 de mayo (ida) 14 de mayo (vuelta) | 7 de mayo (ida) 14 de mayo (vuelta) |
|  |                                                                                |                                           |                                           |       |                                                                                |                                        |                                        |                                        |  |  |                                     |                                     |                                     |
|  | A.D.R. Jicaral Sercoba                                                         | 1                                         | 3                                         |       |                                                                                |                                        |                                        |                                        |  |  |                                     |                                     |                                     |
|  | Palmares                                                                       | 2                                         | 0                                         |       |                                                                                |                                        |                                        |                                        |  |  |                                     |                                     |                                     |
|  | Palmares                                                                       | 2                                         | 0                                         |       | A.D.R. Jicaral Sercoba                                                         | 1                                      | 4                                      |                                        |  |  |                                     |                                     |                                     |
|  |                                                                                |                                           |                                           |       | A.D.R. Jicaral Sercoba                                                         | 1                                      | 4                                      |                                        |  |  |                                     |                                     |                                     |
|  |                                                                                | Sporting San José                         | 0                                         | 0     |                                                                                |                                        |                                        |                                        |  |  |                                     |                                     |                                     |
|  | Juventud Escazuceña                                                            | Sporting San José                         | 0                                         | 0     | 0                                                                              | 2 (2)                                  |                                        |                                        |  |  |                                     |                                     |                                     |
|  | Juventud Escazuceña                                                            |                                           |                                           |       | 0                                                                              | 2 (2)                                  |                                        |                                        |  |  |                                     |                                     |                                     |
|  | Sporting San José                                                              | 1                                         | 1 (3)                                     |       |                                                                                |                                        |                                        |                                        |  |  |                                     |                                     |                                     |
|  |                                                                                |                                           |                                           |       |                                                                                |                                        |                                        |                                        |  |  | A.D.R. Jicaral Sercoba              | 2                                   | 2                                   |
|  |                                                                                |                                           | Municipal Grecia                          | 3     | 2                                                                              |                                        |                                        |                                        |  |  |                                     |                                     |                                     |
|  | Archivo:600px Bisection vertical White HEX-FF0000.svg A.D. Municipal Turrialba | 1                                         | 2                                         |       |                                                                                |                                        |                                        |                                        |  |  |                                     |                                     |                                     |
|  | Aserrí F.C.                                                                    | 0                                         | 1                                         |       |                                                                                |                                        |                                        |                                        |  |  |                                     |                                     |                                     |
|  | Aserrí F.C.                                                                    | 0                                         | 1                                         |       | Archivo:600px Bisection vertical White HEX-FF0000.svg A.D. Municipal Turrialba | 1                                      | 1 (0)                                  |                                        |  |  |                                     |                                     |                                     |
|  |                                                                                |                                           |                                           |       | Archivo:600px Bisection vertical White HEX-FF0000.svg A.D. Municipal Turrialba | 1                                      | 1 (0)                                  |                                        |  |  |                                     |                                     |                                     |
|  |                                                                                | Municipal Grecia                          | 1                                         | 1 (2) |                                                                                |                                        |                                        |                                        |  |  |                                     |                                     |                                     |
|  | AS Puma Generaleña                                                             | Municipal Grecia                          | 1                                         | 1 (2) | 2                                                                              | 2                                      |                                        |                                        |  |  |                                     |                                     |                                     |
|  | AS Puma Generaleña                                                             |                                           |                                           |       | 2                                                                              | 2                                      |                                        |                                        |  |  |                                     |                                     |                                     |
|  | Municipal Grecia                                                               | 3                                         | 4                                         |       |                                                                                |                                        |                                        |                                        |  |  |                                     |                                     |                                     |

### Cuartos de final

#### Jicaral Sercoba - Palmares
| Ida; 9 de abril de 2017, 14:00 | Palmares                            | 2-1 (1:0) | Jicaral Sercoba | Palmareño Solís, Palmares     |                               |
|                                | Solórzano 26' (pen.) · Bogantes 86' |           | Gibbons         | Árbitro(s): Adrián Chinchilla | Árbitro(s): Adrián Chinchilla |

| Vuelta; 16 de abril de 2017, 11:15 | Jicaral Sercoba | 3-0 (1:0) | Palmares | Cancha Asociación Cívica Jicaraleña, Jicaral |  |
|                                    |                 |           |          | Árbitro(s):                                  |  |

#### AS Puma Generaleña - Municipal Grecia
| Ida; 9 de abril de 2017, 11:00 | Municipal Grecia                                | 3-2 (2:1) | AS Puma Generaleña               | Allen Riggioni, Grecia                                  |                                                         |
|                                | Rodríguez 31' · Vallejos 38' · Araya 73' (pen.) |           | 11' (pen.) Salas · 76' Solórzano | Asistencia: 1.200 espectadores Árbitro(s): Josué Ugalde | Asistencia: 1.200 espectadores Árbitro(s): Josué Ugalde |

| Vuelta; 15 de abril de 2017, 19:00 | AS Puma Generaleña            | 2-4 (1:1) | Municipal Grecia                                 | Municipal de Pérez Zeledón, Pérez Zeledón |                                |
|                                    | González 37' · Chinchilla 71' |           | 12' 81' Villalobos · 61' Vallejos · 90+4' Alemán | Árbitro(s): Cristian Rodríguez            | Árbitro(s): Cristian Rodríguez |

#### Municipal Turrialba - Aserrí F.C.
| Ida; 8 de abril de 2017, 15:00 | Aserrí FC | 0-1 (0:1) | Turrialba    | Cuty Monge, Desamparados                                 |                                                          |
|                                |           |           | 36' Martínez | Asistencia: 200 espectadores Árbitro(s): Adrián Elizondo | Asistencia: 200 espectadores Árbitro(s): Adrián Elizondo |

| Vuelta; 16 de abril de 2017, 15:00 | Turrialba             | 2-1 (0:1) | Aserrí FC   | Rafael Ángel Camacho, Turrialba |             |
|                                    | 67' Ramos · 80' Acuña |           | 28' Farrier | Árbitro(s):                     | Árbitro(s): |

#### Juventud Escazuceña - Sporting San José
| Ida; 9 de abril de 2017, 15:30 | Sporting San José | 1-0 (1:0) | Escazuceña | Ernesto Rohrmoser, Pavas    |                             |
|                                | Zúñiga 6'         |           |            | Árbitro(s): Steven Madrigal | Árbitro(s): Steven Madrigal |

| Vuelta; 15 de abril de 2017, 15:00 | Escazuceña                                    | 1:0 (2:1) (t. s.)(2:3 p.)  | Sporting San José                           | Nicolás Masís, Escazú     |                           |
|                                    | Badilla 35' · Lava 95'                        |                            | 96' Bermúdez                                | Árbitro(s): Jeffrey Solís | Árbitro(s): Jeffrey Solís |
|                                    |                                               | Tiros desde el punto penal |                                             |                           |                           |
|                                    | Badilla · Cunningham · Sánchez · Arias · Lava |                            | Bermúdez · Bonilla · Cháves · Row · Navarro |                           |                           |

### Semifinales

#### Municipal Turrialba - Municipal Grecia
| Ida; 23 de abril de 2017, 11:00 | Municipal Grecia | 1-1 | Turrialba | Allen Riggioni, Grecia |  |
|                                 |                  |     |           | Árbitro(s):            |  |

| Vuelta; 30 de abril de 2017, 11:00 | Turrialba | 1-1(0-2 pen) | Municipal Grecia | Rafael Ángel Camacho, Turrialba |  |
|                                    |           |              |                  | Árbitro(s):                     |  |

#### Jicaral Sercoba - Sporting San José
| Ida; 23 de abril de 2017, 15:00 | Sporting San José | 0-1 | Jicaral Sercoba | Ernesto Rohrmoser, Pavas |  |
|                                 |                   |     |                 | Árbitro(s):              |  |

| Vuelta; 30 de abril de 2017, 11:15 | Jicaral Sercoba | 4-0 | Sporting San José | Cancha Asociación Cívica Jicaraleña, Jicaral |  |
|                                    |                 |     |                   | Árbitro(s):                                  |  |

### Finales
| Ida; 7 de mayo de 2017, 11:00 | Municipal Grecia                             | 3 - 2 | Jicaral Sercoba           | Allen Riggioni, Grecia      |                             |
|                               | 47' Jeremy Araya · 53' 80' Albert Villalobos |       | 16' 61' Asdrúbal Guibbons | Árbitro(s): Steven Madrigal | Árbitro(s): Steven Madrigal |

| Vuelta; 14 de mayo de 2017, 11:15 | Jicaral Sercoba | 2 - 2 | Municipal Grecia | Cancha Asociación Cívica Jicaraleña, Jicaral |  |
|                                   |                 |       |                  | Árbitro(s): Geiner Zúñiga                    |  |

#### Final - Ida
| 23    | POR   | Kevin Ruiz                   |     |
| 94    | DEF   | David Álvarez                |     |
| 3     | DEF   | Luis Daniel Vallejos         |     |
| 5     | DEF   | Felipe Chávez                |     |
| 18    | DEF   | Fabián Oviedo                | 64' |
| 11    | MED   | Luis Díaz                    | 68' |
| 8     | MED   | Cristian Blanco              |     |
| 7     | MED   | Albert Villalobos            |     |
| 24    | MED   | Jeremy Araya                 |     |
| 30    | DEL   | Esteban Rodríguez Ballestero |     |
| 9     | DEL   | Jeffrey Valverde             | 74' |
| D. T. | D. T. | Walter Centeno               |     |

| 1     | POR   | César Segura         |     |
| 18    | DEF   | Luis Alejandro Acuña |     |
| 26    | DEF   | Bryan Jiménez        |     |
| 5     | DEF   | Diego Valerio        |     |
| 2 uní | DEF   | Asdrúbal Guibbons    |     |
| 7     | MED   | Leandro Martins      | 89' |
| 20    | MED   | José Mora            |     |
| 10    | MED   | Greivin Ureña        | 57' |
| 13    | MED   | Kevin Patiño         |     |
| 8     | DEL   | Jairo Picado,        |     |
| 11    | DEL   | Carlos Barahona      | 88' |
| D. T. | D. T. | Ronald Mora          |     |

| 10 | Centrocampista | Allan Alemán        | 64' |
| 15 | Centrocampista | Diego Aguilera      | 68' |
| 13 | Delantero      | Alexander Rodríguez | 74' |

| 21 | Centrocampista | Álex Martínez | 89' |
| 19 | Delantero      | Yeison Molina | 88' |
| 9  | Delantero      | Aarón Navarro | 57' |

| 47' · 53' 80' | Jeremy Araya Albert Villalobos | 1:1 2:1 3:2 |

| 16' 61' | Asdrúbal Guibbons | 0:1 2:2 |

| Amonestado | Allan Alemán |

| Amonestado · Amonestado | Asdrúbal Guibbons Greivin Ureña |

| Principal  | Steven Madrigal   |
| Asistentes | Emmanuel Alvarado |
|            | Luis Granados     |
| Cuarto     | David Gómez       |

|                    |   |   |
| Tiros              | - | - |
| Tiros a puerta     | - | - |
| Faltas             | - | - |
| Saques de esquina  | - | - |
| Penaltis           | - | - |
| Fueras de juego    | - | - |
| Posesión del balón | % | % |

| Alineación inicial |

| 23    | POR   | Kevin Ruiz                   |     |
| 94    | DEF   | David Álvarez                |     |
| 3     | DEF   | Luis Daniel Vallejos         |     |
| 5     | DEF   | Felipe Chávez                |     |
| 18    | DEF   | Fabián Oviedo                | 64' |
| 11    | MED   | Luis Díaz                    | 68' |
| 8     | MED   | Cristian Blanco              |     |
| 7     | MED   | Albert Villalobos            |     |
| 24    | MED   | Jeremy Araya                 |     |
| 30    | DEL   | Esteban Rodríguez Ballestero |     |
| 9     | DEL   | Jeffrey Valverde             | 74' |
| D. T. | D. T. | Walter Centeno               |     |

| 1     | POR   | César Segura         |     |
| 18    | DEF   | Luis Alejandro Acuña |     |
| 26    | DEF   | Bryan Jiménez        |     |
| 5     | DEF   | Diego Valerio        |     |
| 2 uní | DEF   | Asdrúbal Guibbons    |     |
| 7     | MED   | Leandro Martins      | 89' |
| 20    | MED   | José Mora            |     |
| 10    | MED   | Greivin Ureña        | 57' |
| 13    | MED   | Kevin Patiño         |     |
| 8     | DEL   | Jairo Picado,        |     |
| 11    | DEL   | Carlos Barahona      | 88' |
| D. T. | D. T. | Ronald Mora          |     |

| 10 | Centrocampista | Allan Alemán        | 64' |
| 15 | Centrocampista | Diego Aguilera      | 68' |
| 13 | Delantero      | Alexander Rodríguez | 74' |

| 21 | Centrocampista | Álex Martínez | 89' |
| 19 | Delantero      | Yeison Molina | 88' |
| 9  | Delantero      | Aarón Navarro | 57' |

| 47' · 53' 80' | Jeremy Araya Albert Villalobos | 1:1 2:1 3:2 |

| 16' 61' | Asdrúbal Guibbons | 0:1 2:2 |

| Amonestado | Allan Alemán |

| Amonestado · Amonestado | Asdrúbal Guibbons Greivin Ureña |

| Principal  | Steven Madrigal   |
| Asistentes | Emmanuel Alvarado |
|            | Luis Granados     |
| Cuarto     | David Gómez       |

|                    |   |   |
| Tiros              | - | - |
| Tiros a puerta     | - | - |
| Faltas             | - | - |
| Saques de esquina  | - | - |
| Penaltis           | - | - |
| Fueras de juego    | - | - |
| Posesión del balón | % | % |

| Alineación inicial |

| 23    | POR   | Kevin Ruiz                   |     |
| 94    | DEF   | David Álvarez                |     |
| 3     | DEF   | Luis Daniel Vallejos         |     |
| 5     | DEF   | Felipe Chávez                |     |
| 18    | DEF   | Fabián Oviedo                | 64' |
| 11    | MED   | Luis Díaz                    | 68' |
| 8     | MED   | Cristian Blanco              |     |
| 7     | MED   | Albert Villalobos            |     |
| 24    | MED   | Jeremy Araya                 |     |
| 30    | DEL   | Esteban Rodríguez Ballestero |     |
| 9     | DEL   | Jeffrey Valverde             | 74' |
| D. T. | D. T. | Walter Centeno               |     |

| 1     | POR   | César Segura         |     |
| 18    | DEF   | Luis Alejandro Acuña |     |
| 26    | DEF   | Bryan Jiménez        |     |
| 5     | DEF   | Diego Valerio        |     |
| 2 uní | DEF   | Asdrúbal Guibbons    |     |
| 7     | MED   | Leandro Martins      | 89' |
| 20    | MED   | José Mora            |     |
| 10    | MED   | Greivin Ureña        | 57' |
| 13    | MED   | Kevin Patiño         |     |
| 8     | DEL   | Jairo Picado,        |     |
| 11    | DEL   | Carlos Barahona      | 88' |
| D. T. | D. T. | Ronald Mora          |     |

| 10 | Centrocampista | Allan Alemán        | 64' |
| 15 | Centrocampista | Diego Aguilera      | 68' |
| 13 | Delantero      | Alexander Rodríguez | 74' |

| 21 | Centrocampista | Álex Martínez | 89' |
| 19 | Delantero      | Yeison Molina | 88' |
| 9  | Delantero      | Aarón Navarro | 57' |

| 47' · 53' 80' | Jeremy Araya Albert Villalobos | 1:1 2:1 3:2 |

| 16' 61' | Asdrúbal Guibbons | 0:1 2:2 |

| Amonestado | Allan Alemán |

| Amonestado · Amonestado | Asdrúbal Guibbons Greivin Ureña |

| Principal  | Steven Madrigal   |
| Asistentes | Emmanuel Alvarado |
|            | Luis Granados     |
| Cuarto     | David Gómez       |

|                    |   |   |
| Tiros              | - | - |
| Tiros a puerta     | - | - |
| Faltas             | - | - |
| Saques de esquina  | - | - |
| Penaltis           | - | - |
| Fueras de juego    | - | - |
| Posesión del balón | % | % |

| Alineación inicial |

| 23    | POR   | Kevin Ruiz                   |     |
| 94    | DEF   | David Álvarez                |     |
| 3     | DEF   | Luis Daniel Vallejos         |     |
| 5     | DEF   | Felipe Chávez                |     |
| 18    | DEF   | Fabián Oviedo                | 64' |
| 11    | MED   | Luis Díaz                    | 68' |
| 8     | MED   | Cristian Blanco              |     |
| 7     | MED   | Albert Villalobos            |     |
| 24    | MED   | Jeremy Araya                 |     |
| 30    | DEL   | Esteban Rodríguez Ballestero |     |
| 9     | DEL   | Jeffrey Valverde             | 74' |
| D. T. | D. T. | Walter Centeno               |     |

| 1     | POR   | César Segura         |     |
| 18    | DEF   | Luis Alejandro Acuña |     |
| 26    | DEF   | Bryan Jiménez        |     |
| 5     | DEF   | Diego Valerio        |     |
| 2 uní | DEF   | Asdrúbal Guibbons    |     |
| 7     | MED   | Leandro Martins      | 89' |
| 20    | MED   | José Mora            |     |
| 10    | MED   | Greivin Ureña        | 57' |
| 13    | MED   | Kevin Patiño         |     |
| 8     | DEL   | Jairo Picado,        |     |
| 11    | DEL   | Carlos Barahona      | 88' |
| D. T. | D. T. | Ronald Mora          |     |

| 10 | Centrocampista | Allan Alemán        | 64' |
| 15 | Centrocampista | Diego Aguilera      | 68' |
| 13 | Delantero      | Alexander Rodríguez | 74' |

| 21 | Centrocampista | Álex Martínez | 89' |
| 19 | Delantero      | Yeison Molina | 88' |
| 9  | Delantero      | Aarón Navarro | 57' |

| 47' · 53' 80' | Jeremy Araya Albert Villalobos | 1:1 2:1 3:2 |

| 16' 61' | Asdrúbal Guibbons | 0:1 2:2 |

| Amonestado | Allan Alemán |

| Amonestado · Amonestado | Asdrúbal Guibbons Greivin Ureña |

| Principal  | Steven Madrigal   |
| Asistentes | Emmanuel Alvarado |
|            | Luis Granados     |
| Cuarto     | David Gómez       |

|                    |   |   |
| Tiros              | - | - |
| Tiros a puerta     | - | - |
| Faltas             | - | - |
| Saques de esquina  | - | - |
| Penaltis           | - | - |
| Fueras de juego    | - | - |
| Posesión del balón | % | % |

| Alineación inicial |

#### Final - Vuelta
| 1     | POR   | ?           |  |
| 2     | DEF   | ?           |  |
| 3     | DEF   | ?           |  |
| 4     | DEF   | ?           |  |
| 5     | DEF   | ?           |  |
| 6     | MED   | ?           |  |
| 7     | MED   | ?           |  |
| 8     | MED   | ?           |  |
| 9     | MED   | ?           |  |
| 10    | DEL   | ?           |  |
| 11    | DEL   | ?           |  |
| D. T. | D. T. | Ronald Mora |  |

| 1     | POR   | ?              |  |
| 2     | DEF   | ?              |  |
| 3     | DEF   | ?              |  |
| 4     | DEF   | ?              |  |
| 5     | DEF   | ?              |  |
| 6     | MED   | ?              |  |
| 7     | MED   | ?              |  |
| 8     | MED   | ?              |  |
| 9     | MED   | ?              |  |
| 10    | DEL   | ?              |  |
| 11    | DEL   | ?              |  |
| D. T. | D. T. | Walter Centeno |  |

| 12 | Defensa        | ? | Entró |
| 13 | Centrocampista | ? | Entró |
| 14 | Delantero      | ? | Entró |

| 12 | Defensa        | ? | Entró |
| 13 | Centrocampista | ? | Entró |
| 14 | Delantero      | ? | Entró |

| Anotado · Anotado | ? | : |

| Anotado · Anotado | ? | : |

| Sí · Sí · Sí · Sí · Sí | ? | : |

| Sí · Sí · Sí · Sí · Sí | ? | : |

| Amonestado · Amonestado | ? |

| Amonestado · Amonestado | ? |

| Expulsado · Otorgado · Expulsado | ? |

| Expulsado · Otorgado · Expulsado | ? |

| Principal  | Geiner Zúñiga    |
| Asistentes | Mauricio Córdoba |
|            | Danny Sojo       |
| Cuarto     | Carlos Salazar   |

|                    |   |   |
| Tiros              | - | - |
| Tiros a puerta     | - | - |
| Faltas             | - | - |
| Saques de esquina  | - | - |
| Penaltis           | - | - |
| Fueras de juego    | - | - |
| Posesión del balón | % | % |

| Alineación inicial |

| 1     | POR   | ?           |  |
| 2     | DEF   | ?           |  |
| 3     | DEF   | ?           |  |
| 4     | DEF   | ?           |  |
| 5     | DEF   | ?           |  |
| 6     | MED   | ?           |  |
| 7     | MED   | ?           |  |
| 8     | MED   | ?           |  |
| 9     | MED   | ?           |  |
| 10    | DEL   | ?           |  |
| 11    | DEL   | ?           |  |
| D. T. | D. T. | Ronald Mora |  |

| 1     | POR   | ?              |  |
| 2     | DEF   | ?              |  |
| 3     | DEF   | ?              |  |
| 4     | DEF   | ?              |  |
| 5     | DEF   | ?              |  |
| 6     | MED   | ?              |  |
| 7     | MED   | ?              |  |
| 8     | MED   | ?              |  |
| 9     | MED   | ?              |  |
| 10    | DEL   | ?              |  |
| 11    | DEL   | ?              |  |
| D. T. | D. T. | Walter Centeno |  |

| 12 | Defensa        | ? | Entró |
| 13 | Centrocampista | ? | Entró |
| 14 | Delantero      | ? | Entró |

| 12 | Defensa        | ? | Entró |
| 13 | Centrocampista | ? | Entró |
| 14 | Delantero      | ? | Entró |

| Anotado · Anotado | ? | : |

| Anotado · Anotado | ? | : |

| Sí · Sí · Sí · Sí · Sí | ? | : |

| Sí · Sí · Sí · Sí · Sí | ? | : |

| Amonestado · Amonestado | ? |

| Amonestado · Amonestado | ? |

| Expulsado · Otorgado · Expulsado | ? |

| Expulsado · Otorgado · Expulsado | ? |

| Principal  | Geiner Zúñiga    |
| Asistentes | Mauricio Córdoba |
|            | Danny Sojo       |
| Cuarto     | Carlos Salazar   |

|                    |   |   |
| Tiros              | - | - |
| Tiros a puerta     | - | - |
| Faltas             | - | - |
| Saques de esquina  | - | - |
| Penaltis           | - | - |
| Fueras de juego    | - | - |
| Posesión del balón | % | % |

| Alineación inicial |

| 1     | POR   | ?           |  |
| 2     | DEF   | ?           |  |
| 3     | DEF   | ?           |  |
| 4     | DEF   | ?           |  |
| 5     | DEF   | ?           |  |
| 6     | MED   | ?           |  |
| 7     | MED   | ?           |  |
| 8     | MED   | ?           |  |
| 9     | MED   | ?           |  |
| 10    | DEL   | ?           |  |
| 11    | DEL   | ?           |  |
| D. T. | D. T. | Ronald Mora |  |

| 1     | POR   | ?              |  |
| 2     | DEF   | ?              |  |
| 3     | DEF   | ?              |  |
| 4     | DEF   | ?              |  |
| 5     | DEF   | ?              |  |
| 6     | MED   | ?              |  |
| 7     | MED   | ?              |  |
| 8     | MED   | ?              |  |
| 9     | MED   | ?              |  |
| 10    | DEL   | ?              |  |
| 11    | DEL   | ?              |  |
| D. T. | D. T. | Walter Centeno |  |

| 12 | Defensa        | ? | Entró |
| 13 | Centrocampista | ? | Entró |
| 14 | Delantero      | ? | Entró |

| 12 | Defensa        | ? | Entró |
| 13 | Centrocampista | ? | Entró |
| 14 | Delantero      | ? | Entró |

| Anotado · Anotado | ? | : |

| Anotado · Anotado | ? | : |

| Sí · Sí · Sí · Sí · Sí | ? | : |

| Sí · Sí · Sí · Sí · Sí | ? | : |

| Amonestado · Amonestado | ? |

| Amonestado · Amonestado | ? |

| Expulsado · Otorgado · Expulsado | ? |

| Expulsado · Otorgado · Expulsado | ? |

| Principal  | Geiner Zúñiga    |
| Asistentes | Mauricio Córdoba |
|            | Danny Sojo       |
| Cuarto     | Carlos Salazar   |

|                    |   |   |
| Tiros              | - | - |
| Tiros a puerta     | - | - |
| Faltas             | - | - |
| Saques de esquina  | - | - |
| Penaltis           | - | - |
| Fueras de juego    | - | - |
| Posesión del balón | % | % |

| Alineación inicial |

| 1     | POR   | ?           |  |
| 2     | DEF   | ?           |  |
| 3     | DEF   | ?           |  |
| 4     | DEF   | ?           |  |
| 5     | DEF   | ?           |  |
| 6     | MED   | ?           |  |
| 7     | MED   | ?           |  |
| 8     | MED   | ?           |  |
| 9     | MED   | ?           |  |
| 10    | DEL   | ?           |  |
| 11    | DEL   | ?           |  |
| D. T. | D. T. | Ronald Mora |  |

| 1     | POR   | ?              |  |
| 2     | DEF   | ?              |  |
| 3     | DEF   | ?              |  |
| 4     | DEF   | ?              |  |
| 5     | DEF   | ?              |  |
| 6     | MED   | ?              |  |
| 7     | MED   | ?              |  |
| 8     | MED   | ?              |  |
| 9     | MED   | ?              |  |
| 10    | DEL   | ?              |  |
| 11    | DEL   | ?              |  |
| D. T. | D. T. | Walter Centeno |  |

| 12 | Defensa        | ? | Entró |
| 13 | Centrocampista | ? | Entró |
| 14 | Delantero      | ? | Entró |

| 12 | Defensa        | ? | Entró |
| 13 | Centrocampista | ? | Entró |
| 14 | Delantero      | ? | Entró |

| Anotado · Anotado | ? | : |

| Anotado · Anotado | ? | : |

| Sí · Sí · Sí · Sí · Sí | ? | : |

| Sí · Sí · Sí · Sí · Sí | ? | : |

| Amonestado · Amonestado | ? |

| Amonestado · Amonestado | ? |

| Expulsado · Otorgado · Expulsado | ? |

| Expulsado · Otorgado · Expulsado | ? |

| Principal  | Geiner Zúñiga    |
| Asistentes | Mauricio Córdoba |
|            | Danny Sojo       |
| Cuarto     | Carlos Salazar   |

|                    |   |   |
| Tiros              | - | - |
| Tiros a puerta     | - | - |
| Faltas             | - | - |
| Saques de esquina  | - | - |
| Penaltis           | - | - |
| Fueras de juego    | - | - |
| Posesión del balón | % | % |

| Alineación inicial |

|                   |
| Campeón           |
| Bandera de ?      |
| Por definir       |
| Número de títulos |

## Final por el ascenso
Disputarán el ascenso a la Primera División los campeones de los Torneos de Apertura 2016 y Clausura 2017. El club vencedor será aquel que en los dos partidos anote el mayor número de goles, criterio conocido como marcador global. Si al término del tiempo reglamentario el partido está empatado, se agregarán dos tiempos extras de 15 minutos cada uno. De persistir el empate en estos periodos, se procederá a lanzar tiros de penal, hasta que resulte un ganador.
Si el club vencedor es el mismo en los dos torneos, se producirá el ascenso automáticamente.

### Final - Ida
| 30    | POR   | Néstor Mena         |     |
| 2     | DEF   | Asdrúbal Gibbons    |     |
| 5     | DEF   | Diego Valerio       |     |
| 6     | DEF   | Jessie Ruiz         | 60' |
| 13    | DEF   | Kevin Patiño        |     |
| 14    | MED   | Michael Mora        |     |
| 18    | MED   | Alejandro Acuña     |     |
| 20    | MED   | José Guillermo Mora |     |
| 21    | MED   | Álex Martínez       |     |
| 9     | DEL   | Aarón Navarro       |     |
| 11    | DEL   | Carlos Barahona     |     |
| D. T. | D. T. | Ronald Mora         |     |

| 23    | POR   | Kevin Ruiz           |     |
| 3     | DEF   | Luis Daniel Vallejos |     |
| 15    | DEF   | Diego Aguilera       |     |
| 20    | DEF   | Byron Jiménez        |     |
| 94    | DEF   | David Álvarez        | 53' |
| 5     | MED   | Felipe Cháves        |     |
| 8     | MED   | Cristian Blanco      |     |
| 10    | MED   | Allan Alemán         | 66' |
| 18    | MED   | Fabián Oviedo        | 46' |
| 24    | DEL   | Yeremy Araya         |     |
| 30    | DEL   | Esteban Rodríguez    |     |
| D. T. | D. T. | Walter Centeno       |     |

| 8  | Delantero      | Jairo Picado        | 60'   |
| 16 | Centrocampista | Juan Gabriel Chacón | Entró |
| 19 | Centrocampista | Yeison Molina       | Entró |

| 7  | Delantero      | Albert Villalobos   | 46' |
| 13 | Centrocampista | Alexander Rodríguez | 53' |
| 9  | Delantero      | Jeffrey Valverde    | 66' |

| 43' · 64' | Aarón Navarro Carlos Barahona | 1:0 2:0 |

| 70' | Albert Villalobos | 2:1 |

| 26' · 46' · 81' | Kevin Patiño Álex Martínez Diego Valerio |

| 29' · 34' · 48' | David Álvarez Luis Daniel Vallejos Albert Villalobos |

| Principal  | Steven Madrigal     |
| Asistentes | Douglas Zúñiga      |
|            | Juan Carlos Sánchez |
| Cuarto     | David Gómez         |

|                    |   |   |
| Tiros              | - | - |
| Tiros a puerta     | - | - |
| Faltas             | - | - |
| Saques de esquina  | - | - |
| Penaltis           | - | - |
| Fueras de juego    | - | - |
| Posesión del balón | % | % |

| Alineación inicial |

| 30    | POR   | Néstor Mena         |     |
| 2     | DEF   | Asdrúbal Gibbons    |     |
| 5     | DEF   | Diego Valerio       |     |
| 6     | DEF   | Jessie Ruiz         | 60' |
| 13    | DEF   | Kevin Patiño        |     |
| 14    | MED   | Michael Mora        |     |
| 18    | MED   | Alejandro Acuña     |     |
| 20    | MED   | José Guillermo Mora |     |
| 21    | MED   | Álex Martínez       |     |
| 9     | DEL   | Aarón Navarro       |     |
| 11    | DEL   | Carlos Barahona     |     |
| D. T. | D. T. | Ronald Mora         |     |

| 23    | POR   | Kevin Ruiz           |     |
| 3     | DEF   | Luis Daniel Vallejos |     |
| 15    | DEF   | Diego Aguilera       |     |
| 20    | DEF   | Byron Jiménez        |     |
| 94    | DEF   | David Álvarez        | 53' |
| 5     | MED   | Felipe Cháves        |     |
| 8     | MED   | Cristian Blanco      |     |
| 10    | MED   | Allan Alemán         | 66' |
| 18    | MED   | Fabián Oviedo        | 46' |
| 24    | DEL   | Yeremy Araya         |     |
| 30    | DEL   | Esteban Rodríguez    |     |
| D. T. | D. T. | Walter Centeno       |     |

| 8  | Delantero      | Jairo Picado        | 60'   |
| 16 | Centrocampista | Juan Gabriel Chacón | Entró |
| 19 | Centrocampista | Yeison Molina       | Entró |

| 7  | Delantero      | Albert Villalobos   | 46' |
| 13 | Centrocampista | Alexander Rodríguez | 53' |
| 9  | Delantero      | Jeffrey Valverde    | 66' |

| 43' · 64' | Aarón Navarro Carlos Barahona | 1:0 2:0 |

| 70' | Albert Villalobos | 2:1 |

| 26' · 46' · 81' | Kevin Patiño Álex Martínez Diego Valerio |

| 29' · 34' · 48' | David Álvarez Luis Daniel Vallejos Albert Villalobos |

| Principal  | Steven Madrigal     |
| Asistentes | Douglas Zúñiga      |
|            | Juan Carlos Sánchez |
| Cuarto     | David Gómez         |

|                    |   |   |
| Tiros              | - | - |
| Tiros a puerta     | - | - |
| Faltas             | - | - |
| Saques de esquina  | - | - |
| Penaltis           | - | - |
| Fueras de juego    | - | - |
| Posesión del balón | % | % |

| Alineación inicial |

| 30    | POR   | Néstor Mena         |     |
| 2     | DEF   | Asdrúbal Gibbons    |     |
| 5     | DEF   | Diego Valerio       |     |
| 6     | DEF   | Jessie Ruiz         | 60' |
| 13    | DEF   | Kevin Patiño        |     |
| 14    | MED   | Michael Mora        |     |
| 18    | MED   | Alejandro Acuña     |     |
| 20    | MED   | José Guillermo Mora |     |
| 21    | MED   | Álex Martínez       |     |
| 9     | DEL   | Aarón Navarro       |     |
| 11    | DEL   | Carlos Barahona     |     |
| D. T. | D. T. | Ronald Mora         |     |

| 23    | POR   | Kevin Ruiz           |     |
| 3     | DEF   | Luis Daniel Vallejos |     |
| 15    | DEF   | Diego Aguilera       |     |
| 20    | DEF   | Byron Jiménez        |     |
| 94    | DEF   | David Álvarez        | 53' |
| 5     | MED   | Felipe Cháves        |     |
| 8     | MED   | Cristian Blanco      |     |
| 10    | MED   | Allan Alemán         | 66' |
| 18    | MED   | Fabián Oviedo        | 46' |
| 24    | DEL   | Yeremy Araya         |     |
| 30    | DEL   | Esteban Rodríguez    |     |
| D. T. | D. T. | Walter Centeno       |     |

| 8  | Delantero      | Jairo Picado        | 60'   |
| 16 | Centrocampista | Juan Gabriel Chacón | Entró |
| 19 | Centrocampista | Yeison Molina       | Entró |

| 7  | Delantero      | Albert Villalobos   | 46' |
| 13 | Centrocampista | Alexander Rodríguez | 53' |
| 9  | Delantero      | Jeffrey Valverde    | 66' |

| 43' · 64' | Aarón Navarro Carlos Barahona | 1:0 2:0 |

| 70' | Albert Villalobos | 2:1 |

| 26' · 46' · 81' | Kevin Patiño Álex Martínez Diego Valerio |

| 29' · 34' · 48' | David Álvarez Luis Daniel Vallejos Albert Villalobos |

| Principal  | Steven Madrigal     |
| Asistentes | Douglas Zúñiga      |
|            | Juan Carlos Sánchez |
| Cuarto     | David Gómez         |

|                    |   |   |
| Tiros              | - | - |
| Tiros a puerta     | - | - |
| Faltas             | - | - |
| Saques de esquina  | - | - |
| Penaltis           | - | - |
| Fueras de juego    | - | - |
| Posesión del balón | % | % |

| Alineación inicial |

| 30    | POR   | Néstor Mena         |     |
| 2     | DEF   | Asdrúbal Gibbons    |     |
| 5     | DEF   | Diego Valerio       |     |
| 6     | DEF   | Jessie Ruiz         | 60' |
| 13    | DEF   | Kevin Patiño        |     |
| 14    | MED   | Michael Mora        |     |
| 18    | MED   | Alejandro Acuña     |     |
| 20    | MED   | José Guillermo Mora |     |
| 21    | MED   | Álex Martínez       |     |
| 9     | DEL   | Aarón Navarro       |     |
| 11    | DEL   | Carlos Barahona     |     |
| D. T. | D. T. | Ronald Mora         |     |

| 23    | POR   | Kevin Ruiz           |     |
| 3     | DEF   | Luis Daniel Vallejos |     |
| 15    | DEF   | Diego Aguilera       |     |
| 20    | DEF   | Byron Jiménez        |     |
| 94    | DEF   | David Álvarez        | 53' |
| 5     | MED   | Felipe Cháves        |     |
| 8     | MED   | Cristian Blanco      |     |
| 10    | MED   | Allan Alemán         | 66' |
| 18    | MED   | Fabián Oviedo        | 46' |
| 24    | DEL   | Yeremy Araya         |     |
| 30    | DEL   | Esteban Rodríguez    |     |
| D. T. | D. T. | Walter Centeno       |     |

| 8  | Delantero      | Jairo Picado        | 60'   |
| 16 | Centrocampista | Juan Gabriel Chacón | Entró |
| 19 | Centrocampista | Yeison Molina       | Entró |

| 7  | Delantero      | Albert Villalobos   | 46' |
| 13 | Centrocampista | Alexander Rodríguez | 53' |
| 9  | Delantero      | Jeffrey Valverde    | 66' |

| 43' · 64' | Aarón Navarro Carlos Barahona | 1:0 2:0 |

| 70' | Albert Villalobos | 2:1 |

| 26' · 46' · 81' | Kevin Patiño Álex Martínez Diego Valerio |

| 29' · 34' · 48' | David Álvarez Luis Daniel Vallejos Albert Villalobos |

| Principal  | Steven Madrigal     |
| Asistentes | Douglas Zúñiga      |
|            | Juan Carlos Sánchez |
| Cuarto     | David Gómez         |

|                    |   |   |
| Tiros              | - | - |
| Tiros a puerta     | - | - |
| Faltas             | - | - |
| Saques de esquina  | - | - |
| Penaltis           | - | - |
| Fueras de juego    | - | - |
| Posesión del balón | % | % |

| Alineación inicial |

### Final - Vuelta
| 1     | POR   | ?              |  |
| 2     | DEF   | ?              |  |
| 3     | DEF   | ?              |  |
| 4     | DEF   | ?              |  |
| 5     | DEF   | ?              |  |
| 6     | MED   | ?              |  |
| 7     | MED   | ?              |  |
| 8     | MED   | ?              |  |
| 9     | MED   | ?              |  |
| 10    | DEL   | ?              |  |
| 11    | DEL   | ?              |  |
| D. T. | D. T. | Walter Centeno |  |

| 1     | POR   | ?           |  |
| 2     | DEF   | ?           |  |
| 3     | DEF   | ?           |  |
| 4     | DEF   | ?           |  |
| 5     | DEF   | ?           |  |
| 6     | MED   | ?           |  |
| 7     | MED   | ?           |  |
| 8     | MED   | ?           |  |
| 9     | MED   | ?           |  |
| 10    | DEL   | ?           |  |
| 11    | DEL   | ?           |  |
| D. T. | D. T. | Ronald Mora |  |

| 11 | Defensa        | Luis Díaz        | 62' |
| 18 | Centrocampista | Fabián Oviedo    | 76' |
| 9  | Delantero      | Jeffrey Valverde | 81' |

| 10 | Delantero      | Jairo Picado       | 39' |
| 22 | Centrocampista | Jefferson González | 60' |
| 16 | Centrocampista | Gabriel Chacón     | 80' |

| 16' · 25' · 59' | Yeremy Araya Alberth Villalobos Esteban Rodríguez | 1:0 2:0 3:0 |

| 10' · 26' · 77' | Kevin Ruiz Byron Jiménez Alexander Rodríguez |

| 10' · 85' | Aarón Navarro Diego Valerio |

| 13' · 45' · 45' · 63' | Bryan Jiménez Carlos Barahona César Segura Kevin Patiño |

| Principal  | Geiner Zúñiga         |
| Asistentes | Bandera de Costa Rica |
|            | Bandera de Costa Rica |
| Cuarto     | Bandera de Costa Rica |

|                    |   |   |
| Tiros              | - | - |
| Tiros a puerta     | - | - |
| Faltas             | - | - |
| Saques de esquina  | - | - |
| Penaltis           | - | - |
| Fueras de juego    | - | - |
| Posesión del balón | % | % |

| Alineación inicial |

| 1     | POR   | ?              |  |
| 2     | DEF   | ?              |  |
| 3     | DEF   | ?              |  |
| 4     | DEF   | ?              |  |
| 5     | DEF   | ?              |  |
| 6     | MED   | ?              |  |
| 7     | MED   | ?              |  |
| 8     | MED   | ?              |  |
| 9     | MED   | ?              |  |
| 10    | DEL   | ?              |  |
| 11    | DEL   | ?              |  |
| D. T. | D. T. | Walter Centeno |  |

| 1     | POR   | ?           |  |
| 2     | DEF   | ?           |  |
| 3     | DEF   | ?           |  |
| 4     | DEF   | ?           |  |
| 5     | DEF   | ?           |  |
| 6     | MED   | ?           |  |
| 7     | MED   | ?           |  |
| 8     | MED   | ?           |  |
| 9     | MED   | ?           |  |
| 10    | DEL   | ?           |  |
| 11    | DEL   | ?           |  |
| D. T. | D. T. | Ronald Mora |  |

| 11 | Defensa        | Luis Díaz        | 62' |
| 18 | Centrocampista | Fabián Oviedo    | 76' |
| 9  | Delantero      | Jeffrey Valverde | 81' |

| 10 | Delantero      | Jairo Picado       | 39' |
| 22 | Centrocampista | Jefferson González | 60' |
| 16 | Centrocampista | Gabriel Chacón     | 80' |

| 16' · 25' · 59' | Yeremy Araya Alberth Villalobos Esteban Rodríguez | 1:0 2:0 3:0 |

| 10' · 26' · 77' | Kevin Ruiz Byron Jiménez Alexander Rodríguez |

| 10' · 85' | Aarón Navarro Diego Valerio |

| 13' · 45' · 45' · 63' | Bryan Jiménez Carlos Barahona César Segura Kevin Patiño |

| Principal  | Geiner Zúñiga         |
| Asistentes | Bandera de Costa Rica |
|            | Bandera de Costa Rica |
| Cuarto     | Bandera de Costa Rica |

|                    |   |   |
| Tiros              | - | - |
| Tiros a puerta     | - | - |
| Faltas             | - | - |
| Saques de esquina  | - | - |
| Penaltis           | - | - |
| Fueras de juego    | - | - |
| Posesión del balón | % | % |

| Alineación inicial |

| 1     | POR   | ?              |  |
| 2     | DEF   | ?              |  |
| 3     | DEF   | ?              |  |
| 4     | DEF   | ?              |  |
| 5     | DEF   | ?              |  |
| 6     | MED   | ?              |  |
| 7     | MED   | ?              |  |
| 8     | MED   | ?              |  |
| 9     | MED   | ?              |  |
| 10    | DEL   | ?              |  |
| 11    | DEL   | ?              |  |
| D. T. | D. T. | Walter Centeno |  |

| 1     | POR   | ?           |  |
| 2     | DEF   | ?           |  |
| 3     | DEF   | ?           |  |
| 4     | DEF   | ?           |  |
| 5     | DEF   | ?           |  |
| 6     | MED   | ?           |  |
| 7     | MED   | ?           |  |
| 8     | MED   | ?           |  |
| 9     | MED   | ?           |  |
| 10    | DEL   | ?           |  |
| 11    | DEL   | ?           |  |
| D. T. | D. T. | Ronald Mora |  |

| 11 | Defensa        | Luis Díaz        | 62' |
| 18 | Centrocampista | Fabián Oviedo    | 76' |
| 9  | Delantero      | Jeffrey Valverde | 81' |

| 10 | Delantero      | Jairo Picado       | 39' |
| 22 | Centrocampista | Jefferson González | 60' |
| 16 | Centrocampista | Gabriel Chacón     | 80' |

| 16' · 25' · 59' | Yeremy Araya Alberth Villalobos Esteban Rodríguez | 1:0 2:0 3:0 |

| 10' · 26' · 77' | Kevin Ruiz Byron Jiménez Alexander Rodríguez |

| 10' · 85' | Aarón Navarro Diego Valerio |

| 13' · 45' · 45' · 63' | Bryan Jiménez Carlos Barahona César Segura Kevin Patiño |

| Principal  | Geiner Zúñiga         |
| Asistentes | Bandera de Costa Rica |
|            | Bandera de Costa Rica |
| Cuarto     | Bandera de Costa Rica |

|                    |   |   |
| Tiros              | - | - |
| Tiros a puerta     | - | - |
| Faltas             | - | - |
| Saques de esquina  | - | - |
| Penaltis           | - | - |
| Fueras de juego    | - | - |
| Posesión del balón | % | % |

| Alineación inicial |

| 1     | POR   | ?              |  |
| 2     | DEF   | ?              |  |
| 3     | DEF   | ?              |  |
| 4     | DEF   | ?              |  |
| 5     | DEF   | ?              |  |
| 6     | MED   | ?              |  |
| 7     | MED   | ?              |  |
| 8     | MED   | ?              |  |
| 9     | MED   | ?              |  |
| 10    | DEL   | ?              |  |
| 11    | DEL   | ?              |  |
| D. T. | D. T. | Walter Centeno |  |

| 1     | POR   | ?           |  |
| 2     | DEF   | ?           |  |
| 3     | DEF   | ?           |  |
| 4     | DEF   | ?           |  |
| 5     | DEF   | ?           |  |
| 6     | MED   | ?           |  |
| 7     | MED   | ?           |  |
| 8     | MED   | ?           |  |
| 9     | MED   | ?           |  |
| 10    | DEL   | ?           |  |
| 11    | DEL   | ?           |  |
| D. T. | D. T. | Ronald Mora |  |

| 11 | Defensa        | Luis Díaz        | 62' |
| 18 | Centrocampista | Fabián Oviedo    | 76' |
| 9  | Delantero      | Jeffrey Valverde | 81' |

| 10 | Delantero      | Jairo Picado       | 39' |
| 22 | Centrocampista | Jefferson González | 60' |
| 16 | Centrocampista | Gabriel Chacón     | 80' |

| 16' · 25' · 59' | Yeremy Araya Alberth Villalobos Esteban Rodríguez | 1:0 2:0 3:0 |

| 10' · 26' · 77' | Kevin Ruiz Byron Jiménez Alexander Rodríguez |

| 10' · 85' | Aarón Navarro Diego Valerio |

| 13' · 45' · 45' · 63' | Bryan Jiménez Carlos Barahona César Segura Kevin Patiño |

| Principal  | Geiner Zúñiga         |
| Asistentes | Bandera de Costa Rica |
|            | Bandera de Costa Rica |
| Cuarto     | Bandera de Costa Rica |

|                    |   |   |
| Tiros              | - | - |
| Tiros a puerta     | - | - |
| Faltas             | - | - |
| Saques de esquina  | - | - |
| Penaltis           | - | - |
| Fueras de juego    | - | - |
| Posesión del balón | % | % |

| Alineación inicial |

|                                 |
| Ascendido a la Primera División |
|                                 |
| Municipal Grecia                |

## Estadísticas

### Máximos goleadores
Lista con los máximos goleadores de la competencia.
| 1.º                               | Frank Zamora       | Aserrí              | 29 |
| 2.º                               | Alessio Lava       | Juventud Escazuceña | 19 |
| 3.º                               | Carlos Barahona    | Jicaral Sercoba     | 16 |
| 4.º                               | Bill González      | Barrio México       | 12 |
| 4.º                               | Steven Ramos       | Municipal Turrialba | 12 |
| 6.º                               | Esteban Rodríguez  | Municipal Grecia    | 11 |
| 6.º                               | Jeffrey Montoya    | AS Puma             | 11 |
| 8.º                               | Luis González      | AS Puma             | 10 |
| 8.º                               | Rodolfo Gabriel    | Municipal Turrialba | 10 |
| 8.º                               | Yeremi Araya       | Municipal Grecia    | 10 |
| 8.º                               | Berny Solórzano    | Palmares            | 10 |
| 8.º                               | Daniel Quirós      | Puntarenas          | 10 |
| 13.º                              | Mario Centeno      | Puntarenas          | 9  |
| 13.º                              | José Mora          | Jicaral Sercoba     | 9  |
| 13.º                              | Claudio Vargas     | Jacó Rays           | 9  |
| 13.º                              | Deibis Jiménez     | AS Puma             | 9  |
| 13.º                              | César Tahuil       | Uruguay de Coronado | 9  |
| 18.º                              | Pablo Córdoba      | Guanacasteca        | 8  |
| 18.º                              | Kelin Angulo       | Santa Rosa          | 8  |
| 18.º                              | Walter Villalobos  | Barrio México       | 8  |
| 18.º                              | Byron Bonilla      | Sporting San José   | 8  |
| 18.º                              | Alberth Villalobos | Municipal Grecia    | 8  |
| 18.º                              | Allan Cruz         | Uruguay de Coronado | 8  |
| 18.º                              | Daniel Jiménez     | Cariari             | 8  |
| 18.º                              | Jordy Robles       | AS Puma             | 8  |
| 18.º                              | Aczel Salguero     | Aserrí              | 8  |
| Última actualización: 30 de abril |                    |                     |    |